# Hypergonadotroper Hypogonadismus
Der hypergonadotrope Hypogonadismus  ist eine seltene angeborene Erkrankung mit einer Unterfunktion der Keimdrüsen (Gonaden) und mit gleichzeitig erhöhter Konzentration der Gonadotropine aufgrund verminderten oder fehlenden Ansprechens der Gonaden auf Gonadotropine.
Weitere Bezeichnungen sind: Gonadotropinresistenz; primärer Hypogonadismus

## Verbreitung
Die Häufigkeit wird auf 1 zu 5000 geschätzt.

## Ursachen
Beim weiblichen Geschlecht ist die häufigste Ursache das Turner-Syndrom, beim männlichen Geschlecht das Klinefelter-Syndrom.
Zu unterscheiden sind angeborene und erworbene Formen.
Zu letzteren zählen Erkrankungen oder Funktionsstörungen der Gonaden wie Ovarialtorsion, Orchitis, Trauma, Ovarialinsuffizienz, Savage-Syndrom (Ovarian resistance syndrome), Autoimmunerkrankungen, Chemotherapie, Strahlentherapie, Toxine und Medikamente.
Angeborene Formen sind:
- Chromosomenmutationen mit Gonadendysgenesie wie
  - Turner-Syndrom
  - Klinefelter-Syndrom
  - Swyer-Syndrom
  - Gonadendysgenesie, 46, XX-Typ
  - Mosaik
- Enzymdefekte bei der Biosynthese der Sexualhormone wie
  - 17α-Hydroxylase-Mangel
  - Isolierter 17,20-Lyase-Mangel
  - Testosteron-17β-Dehydrogenase-Mangel
  - Kongenitale lipoide Nebennierenhyperplasie durch STAR-Mangel
- Gonadotropin-Resistenz gegen Luteinisierendes Hormon, Follikelstimulierendes Hormon u. a. bei Pseudohypoparathyreoidismus Typ Ia

## Im Rahmen von Syndromen
Im Rahmen einiger Syndrome kann ein hypergonadotroper Hypogonadismus vorkommen:
- Alopezie-Intelligenzminderung-hypergonadotroper Hypogonadismus-Syndrom, Synonym: Devriendt-Vendenberghe-Fryns-Syndrom[5]
- Kardiomyopathie, dilatative - hypergonadotroper Hypogonadismus, Synonyme: Kardiogenitales Syndrom; Malouf-Syndrom; Najjar-Syndrom[6]
- Hypergonadotroper Hypogonadismus-Katarakt-Syndrom, Synonym: Hypogonadismus - Katarakt[7]
- Hypogonadismus, männlicher - geistige Retardierung – Skelettanomalien; Synonym Sohval-Soffer-Syndrom[8]
- Mikati-Najjar-Sahli-Syndrom, Synonym: Mikrozephalie - hypergonadotroper Hypogonadismus - Kleinwuchs[9]
- Moyamoya-Krankheit-Kleinwuchs-Gesichtsdysmorphien-hypergonadotroper Hypogonadismus-Syndrom, Synonym: Moyamoya-Krankheit - Kleinwuchs - Gesichtsdysmorphien - hypergonadotroper Hypogonadismus[10]
- Hypergonadotroper Hypogonadismus, primärer - partielle Alopezie[11]

## Klinische Erscheinungen
Beim männlichen Geschlecht kommt es zu einem Mangel an Androgenen wie Testosteron mit verzögerter oder ausbleibender Pubertät, eventuell Unfruchtbarkeit.
Beim weiblichen Geschlecht kommt es zu einem Mangel an Östrogenen mit Amenorrhoe und Ovarialinsuffizienz mit Hypoplasie der Gebärmutter.

## Diagnose
Im Blutserum sind die Gonadotropine erhöht und die Konzentration von Testosteron bzw. Östrogen erniedrigt. Der Plasmaspiegel an Prolaktin ist normal.

## Therapie
Die Behandlung erfolgt durch Ersatz der fehlenden Hormone.